# 舍夫琴卡 (扎波羅熱區)
48°7′16″N 35°15′25″E / 48.12111°N 35.25694°E
舍夫琴卡（烏克蘭語：Шевченка）是位於烏克蘭東南部的村莊，由扎波羅熱州扎波羅熱区的彼得羅-米哈伊利夫卡市鎮負責管轄。該村面積0.4平方公里，2001年人口98，人口密度每平方公里246.9人。